# Chrysomus icterocephalus
El toche de pantano, toche, turpial de agua, varillero capuchino, monjita cabiciamarilla (Chrysomus icterocephalus) es una especie de ave paseriforme de la familia Icteridae que vive en los humedales de América del Sur. Es el ave oficial de la ciudad de Cúcuta, en Colombia.

## Descripción
El macho es ligeramente más grande que la hembra, esta mide 16,5 cm y aquel 18 cm de longitud. También varían en el color del plumaje. El macho es negro con capucha amarilla (cabeza y cuello) mientras que la hembra es de color marrón-oliva opaco con el contorno del ojo y la garganta amarillo pálido. Su área facial es café amarilloso también sin brillo. El resto del plumaje, en la parte inferior, es amarillo oliva un poco más oscuro sobre el vientre.
El canto de las monjitas cabeciamarillas es más bien complicado, emiten un sonido poco musical (como de bisagra ronca) tuunk, tuuguizz..., la primera nota es lánguida, la segunda es fuerte y áspera o algunas veces seguida por un corto y musical titidli, dididudii que baja y sube.

## Comportamiento
Estos pájaros son notablemente gregarios, aún en período de cría. Con frecuencia se les ve formando pequeñas bandadas de seis a ocho pájaros.

### Reproducción
La época de anidación y crianza varía de unas regiones a otras, por ejemplo en la Costa Norte anidan de mayo a julio mientras que en la Sabana de Bogotá lo hacen en enero. Construyen nidos en forma de copa con hojas y hierbas acuáticas, los cuelgan de las cañas altas del juncal. Los huevos son de color azul pálido.

## Distribución y Hábitat
Los turpiales de agua, como indica su nombre, son comunes en los humedales de agua dulce en las zonas inundadas y en los bancos de los ríos, prefieren siempre los campos abiertos. Pueden vivir hasta los 2600 metros sobre el nivel del mar. En Colombia se encuentran en la región de la Costa atlántica correspondiente al bajo Atrato y los alrededores de Santa Marta. En el Cauca medio y en el alto Magdalena, en el este de los Andes, Meta y Vichada. También se encuentran estas aves en otros países de Sudamérica como Brasil, Guayana Francesa, Guyana, Antillas Neerlandesas, Paraguay, Perú, Surinam, Trinidad y Tobago, Colombia, Venezuela.